# Nuoto ai Giochi della XXVIII Olimpiade - 100 metri farfalla femminili

## Record
Prima di questa competizione, il record del mondo (WR) e il record olimpico (OR) erano i seguenti.
| Record mondiale | 56"61 | Inge de Bruijn Paesi Bassi | 17 settembre 2000 Sydney, Australia |
| Record olimpico | 56"61 | Inge de Bruijn Paesi Bassi | 17 settembre 2000 Sydney, Australia |

Durante l'evento non è stato migliorato nessun record.

## Batterie
Si sono svolte 5 batterie di qualificazione. Le prime 16 atlete si sono qualificate per le semifinali.

### 1ª batteria
| Pos. | Nuotatrice            | Nazione       | Tempo   | Note |
| ---- | --------------------- | ------------- | ------- | ---- |
| 1    | Kateryna Zubkova      | Ucraina       | 1'02"22 |      |
| 2    | Cheng Wan-jung        | Taipei cinese | 1'02"94 |      |
| 3    | Gülşah Günenç         | Turchia       | 1'04"30 |      |
| 4    | Angela Galea          | Malta         | 1'05"47 |      |
| 5    | Mariya Bugakova       | Uzbekistan    | 1'07"08 |      |
| 6    | Natasha Sara Georgeos | Saint Lucia   | 1'07"94 |      |

### 2ª batteria
| Pos. | Nuotatrice                 | Nazione       | Tempo   | Note |
| ---- | -------------------------- | ------------- | ------- | ---- |
| 1    | Mette Jacobsen             | Danimarca     | 59"81   | Q    |
| 2    | Eirīnī Kavarnou            | Grecia        | 1'00"43 |      |
| 3    | Elizabeth Coster           | Nuova Zelanda | 1'00"61 |      |
| 4    | Joscelin Yeo               | Singapore     | 1'00"81 |      |
| 5    | Maria Papadopoulou         | Cipro         | 1'02"01 |      |
| 6    | Kolbrún Ýr Kristjánsdóttir | Islanda       | 1'02"33 |      |
| 7    | Hang Yu Sze                | Hong Kong     | 1'02"42 |      |
| 8    | Park Kyung-hwa             | Corea del Sud | 1'02"52 |      |

### 3ª batteria
| Pos. | Nuotatrice         | Nazione     | Tempo   | Note |
| ---- | ------------------ | ----------- | ------- | ---- |
| 1    | Martina Moravcová  | Slovacchia  | 58"48   | Q    |
| 2    | Rachel Komisarz    | Stati Uniti | 59"38   | Q    |
| 3    | Natalia Soutiagina | Russia      | 59"77   | Q    |
| 4    | Alena Popchanka    | Bielorussia | 59"77   | Q    |
| 5    | Yūko Nakanishi     | Giappone    | 1'00"16 |      |
| 6    | Beatrix Boulsevicz | Ungheria    | 1'00"18 |      |
| 7    | Johanna Sjöberg    | Svezia      | 1'00"61 |      |
| 8    | Vered Borochovski  | Israele     | 1'00"69 |      |

### 4ª batteria
| Pos. | Nuotatrice            | Nazione       | Tempo   | Note |
| ---- | --------------------- | ------------- | ------- | ---- |
| 1    | Otylia Jędrzejczak    | Polonia       | 57"84   | Q    |
| 2    | Jenny Thompson        | Stati Uniti   | 58"77   | Q    |
| 3    | Ambra Migliori        | Italia        | 59"47   | Q    |
| 4    | Zhou Yafei            | Cina          | 59"62   | Q    |
| 5    | Anna-Karin Kammerling | Svezia        | 59"84   | Q    |
| 6    | Georgina Lee          | Gran Bretagna | 1'00"45 |      |
| 7    | Chantal Groot         | Paesi Bassi   | 1'00"49 |      |
| 8    | Aurore Mongel         | Francia       | 1'00"65 |      |

### 5ª batteria
| Pos. | Nuotatrice            | Nazione     | Tempo   | Note   |
| ---- | --------------------- | ----------- | ------- | ------ |
| 1    | Petria Thomas         | Australia   | 57"47   | Q      |
| 2    | Inge de Bruijn        | Paesi Bassi | 58"47   | Q      |
| 3    | Jessicah Schipper     | Australia   | 58"57   | Q      |
| 4    | Junko Ōnishi          | Giappone    | 59"22   | Q      |
| 5    | Malia Metella         | Francia     | 59"38   | Q      |
| 6    | Franziska van Almsick | Germania    | 59"53   | Q, Rit |
| 7    | Francesca Segat       | Italia      | 1'00"56 |        |
| 8    | Xu Yanwei             | Cina        | 1'01"53 |        |

## Semifinali

### 1ª semifinale
| Pos. | Nuotatrice         | Nazione     | Tempo | Note |
| ---- | ------------------ | ----------- | ----- | ---- |
| 1    | Otylia Jędrzejczak | Polonia     | 58"10 | Q    |
| 2    | Martina Moravcová  | Slovacchia  | 58"66 | Q    |
| 3    | Jenny Thompson     | Stati Uniti | 58"91 | Q    |
| 4    | Rachel Komisarz    | Stati Uniti | 59"34 |      |
| 5    | Ambra Migliori     | Italia      | 59"53 |      |
| 6    | Yūko Nakanishi     | Giappone    | 59"53 |      |
| 7    | Mette Jacobsen     | Danimarca   | 59"72 |      |
| 8    | Natalia Soutiagina | Russia      | 59"79 |      |

### 2ª semifinale
| Pos. | Nuotatrice            | Nazione     | Tempo | Note |
| ---- | --------------------- | ----------- | ----- | ---- |
| 1    | Inge de Bruijn        | Paesi Bassi | 57"50 | Q    |
| 2    | Petria Thomas         | Australia   | 57"93 | Q    |
| 3    | Jessicah Schipper     | Australia   | 58"63 | Q    |
| 4    | Alena Popchanka       | Bielorussia | 58"97 | Q    |
| 5    | Junko Ōnishi          | Giappone    | 59"24 | Q    |
| 6    | Malia Metella         | Francia     | 59"28 |      |
| 7    | Anna-Karin Kammerling | Svezia      | 59"33 |      |
| 8    | Zhou Yafei            | Cina        | 59"48 |      |

## Finale
| Pos.    | Nuotatrice         | Nazione     | Tempo | Note |
| ------- | ------------------ | ----------- | ----- | ---- |
| Oro     | Petria Thomas      | Australia   | 57"72 |      |
| Argento | Otylia Jędrzejczak | Polonia     | 57"84 |      |
| Bronzo  | Inge de Bruijn     | Paesi Bassi | 57"99 |      |
| 4       | Jessicah Schipper  | Australia   | 58"22 |      |
| 5       | Jenny Thompson     | Stati Uniti | 58"72 |      |
| 6       | Martina Moravcová  | Slovacchia  | 58"96 |      |
| 7       | Alena Popchanka    | Bielorussia | 59"06 |      |
| 8       | Junko Ōnishi       | Giappone    | 59"83 |      |